# 温秀玲
温秀玲（1956年—），河北沧县人，汉族，中华人民共和国政治人物、第十二届全国人民代表大会河北地区代表。
毕业于河北医科大学，加入中国共产党。2013年，被选为全国人大代表。2018年2月24日，当选为第十三届全国人大代表。